# Zespół Smitha-Lemliego-Opitza
Zespół Smitha-Lemliego-Opitza (ang. Smith-Lemli-Opitz syndrome) – genetycznie uwarunkowana choroba metaboliczna o dziedziczeniu autosomalnie recesywnym, spowodowana mutacją w genie DHCR7 w locus 11q12-q13, kodującym reduktazę 7-dehydrocholesterolu.

## Epidemiologia
Częstość występowania SLOS na świecie szacowana jest na około 1:20 000-1:60 000, ale badania prowadzone w Europie Środkowej, m.in. w Polsce, Czechach i na Słowacji, wskazują na znacznie częstsze jego występowanie (1:10 000). W populacji polskiej częstość nosicielstwa mutacji genu DHRC7 wynosi od 1:26 do 1:32, a częstość choroby 1:2 300-1:3 937. Przypuszcza się, że zespół Smitha-Lemliego-Opitza jest w Polsce jedną z najczęstszych chorób metabolicznych, i jego częstość może być wyższa niż w innych populacjach europejskich.

## Objawy i przebieg
Zespół Smitha-Lemliego-Opitza charakteryzuje duża zmienność obrazu klinicznego. Najcięższa postać choroby jest letalna, łagodne postaci choroby zwykle pozostają nierozpoznane. W obrazie klinicznym występują liczne cechy dysmorficzne i małe wady wrodzone: mikrocefalia, przodopochylenie nozdrzy, opadanie powiek, syndaktylia II i III palców stóp, spodziectwo, wnętrostwo, mikropenis, współistniejące z opóźnieniem rozwoju psychoruchowego. W okresie niemowlęcym mogą występować zaburzenia odżywiania, słaby przyrost masy ciała, hipotonia mięśniowa, później trudności szkolne i zaburzenia zachowania.

## Nazwa
Nazwa zespołu pochodzi od nazwisk trzech lekarzy: Davida Weyhe Smitha (1926–1981), amerykańskiego pediatry, Luca Lemliego (1935–), belgijskiego lekarza i Johna Mariusa Opitza (1935–), amerykańskiego lekarza niemieckiego pochodzenia.